# Двадцять шість японських мучеників
Два́дцять шість япо́нських му́чеників (яп. 日本二十六聖人,　にっぽんにじゅうろくせいじん) — 26 японських християн, що були розіп'яті за наказом Тойотомі Хідейосі 5 лютого 1597 року в Наґасакі. День 26 японських мучеників римо-католицька церква відзначає щороку 6 лютого, англіканська та лютеранська церкви вшановують їх 5 лютого.

## Короткі відомості

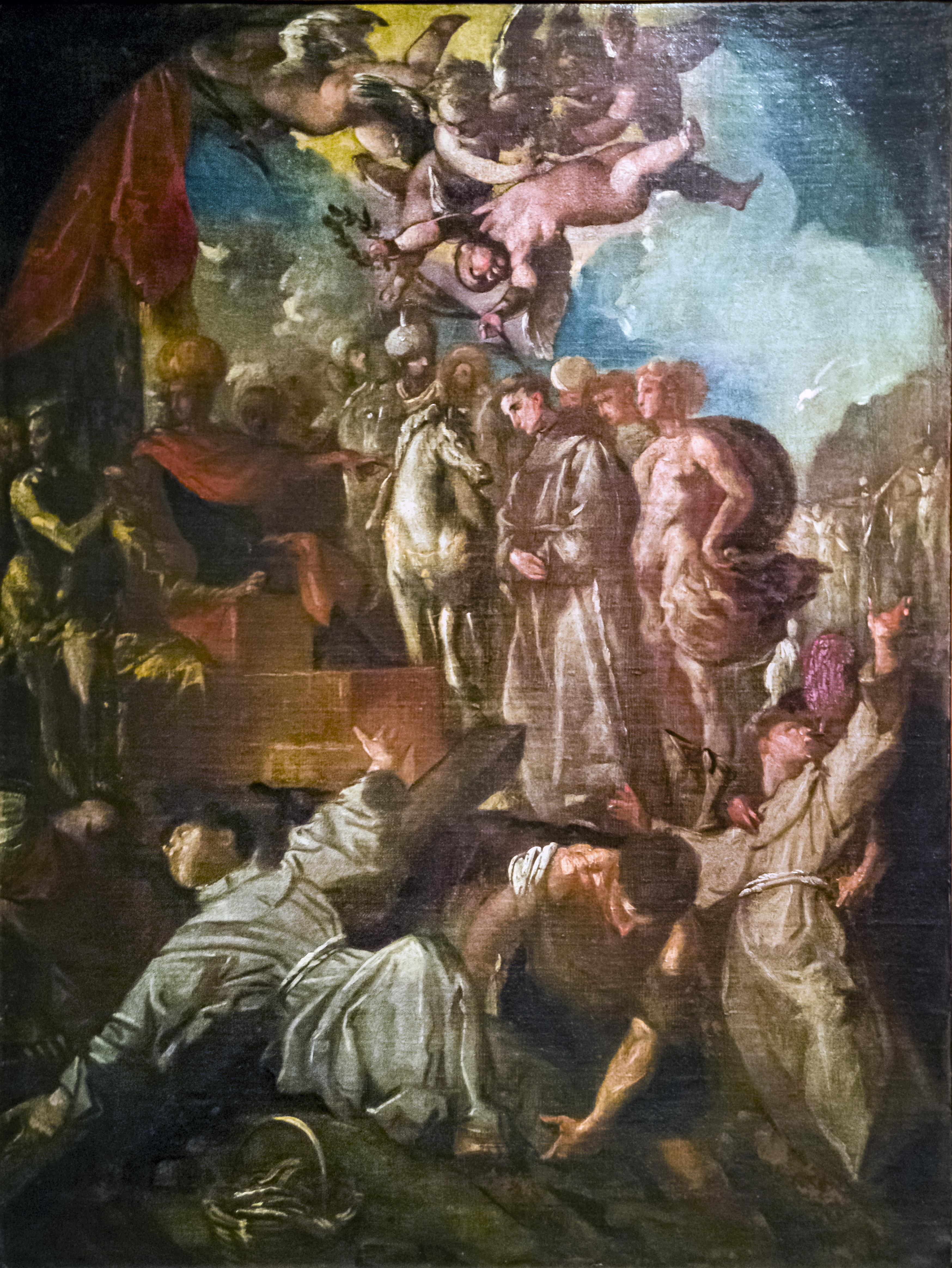
Мучеництво францисканців у Нагасакі - Francesco Maffei

Починаючи з 1549 року, з часу прибуття Франциска Ксав'єра до Японії, християнство пустило тут глибоке коріння. На кінець XVI століття кількість японських християн нараховувала 300 000 чоловік. Тривалий час Японія була місцем проповідування португальських єзуїтів, членів Товариства Ісуса, до якого місцева влада ставилася прихильно. Лише після прибуття до Японського архіпелагу іспанських місіонерів з інших католицьких орденів, почалися конфронтації між ними і місцевими єзуїтами.
Хоча конкуренція католицьких організацій в Японії пришвидшувала християнізацію місцевого населення, вона негативно позначилася на цілісності японської церкви, різні фракції якої стали використовувати японський уряд для нейтралізації опонентів. Пов'язавши себе із різними політичними угрупованнями в середині японської владної системи, християни потрапили в залежність від результатів боротьби цих угруповань.
З посиленням в Японії пробуддистської партії васалів Тойотомі Хідейосі проповідування християнства було заборонено у 1587 і 1596 роках. Попри заборону, християнські місіонери продовжували свою роботу у підпіллі. 5 лютого 1597 року, через непослух цивільній владі, Тойотомі Хідейосі наказав розіп'яти 26 місіонерів і вірних у Наґасакі як пересторогу християнським державам Європи не поширювати в його країні християнство. Ці 26 осіб були визнані Римом мучениками і канонізовані 8 червня 1862 року папою Пієм IX.
Страти християн тільки розпалили серця місіонерів, які стали частіше прибувати до Японії. Лише жорстокі заходи японської влади змогли зупинити їхній потік. Масові страти і репресії тривали до 1630-х років і закінчилися введенням в Японії політики ізоляції від Заходу.

## Галерея

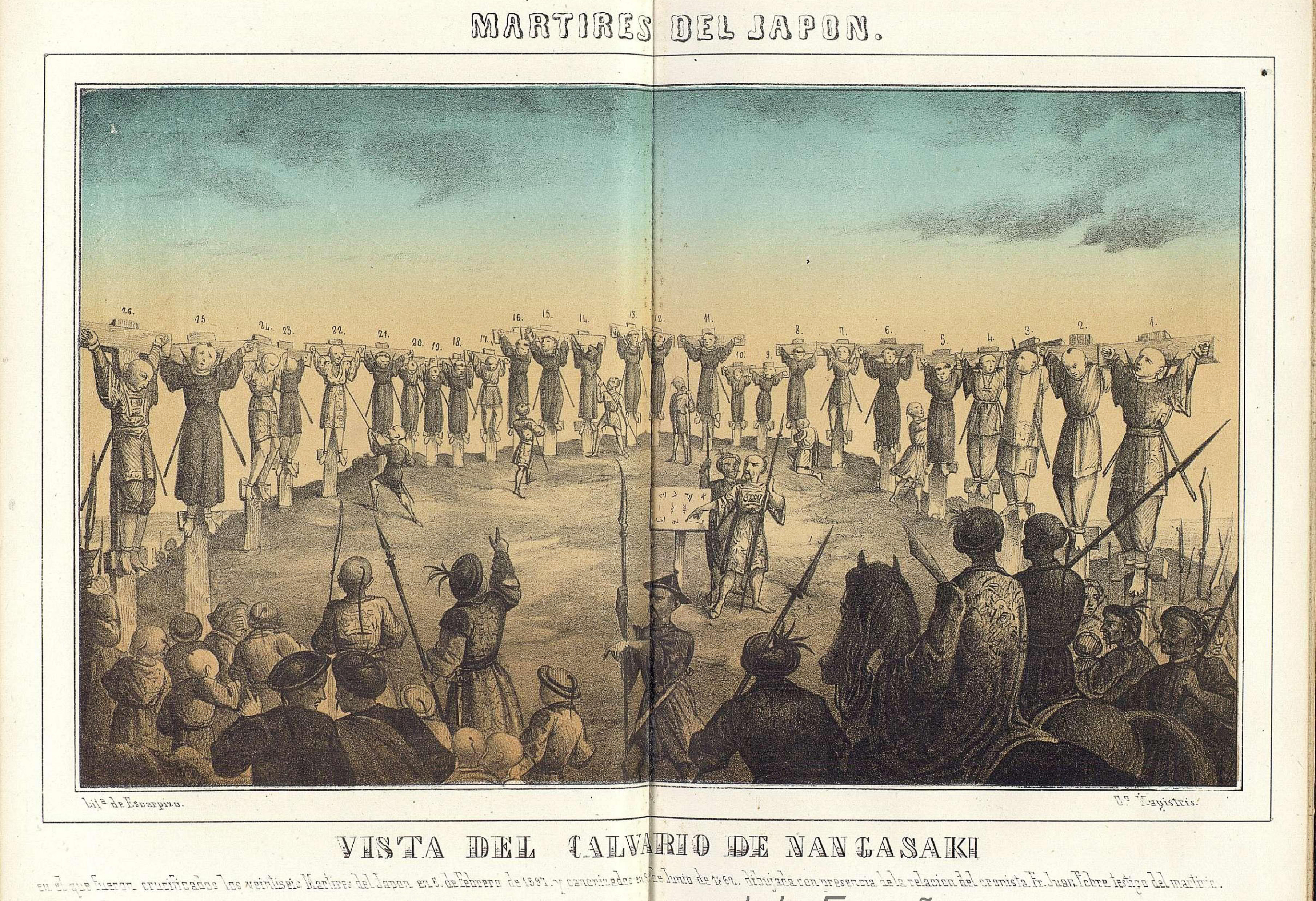

## Святі мученики
| Ім'я                                                   | Походження  | Вік | Місце арешту         | Примітки                                              |
| Франциско з Ісе 伊勢のフランシスコ                     | японець     |     | арештований в дорозі | прислужник францисканців                              |
| Ксуме Такея コスメ竹屋                                 | японець     | 38  | Осака                |                                                       |
| Петро Сукедзіро ペトロ助四郎                           | японець     |     | арештований в дорозі | прислужник єзуїтів                                    |
| Міґель Кодзакі ミゲル小崎                              | японець     | 46  | Кіото                | батько Томаса Кодзакі                                 |
| Дієґо Кісай ディエゴ喜斎                               | японець     | 64  | Осака                | член Товариства Ісуса                                 |
| Павло Мікі パウロ三木                                  | японець     | 33  | Осака                | член Товариства Ісуса                                 |
| Павло Ібаракі パウロ茨木                               | японець     | 54  | Кіото                | член ордену Францісканців                             |
| Іоанн Гото ヨハネ五島                                  | японець     | 19  | Осака                | член Товариства Ісуса                                 |
| Людовік Ібаракі ルドビコ茨木                           | японець     | 12  | Кіото                | син Павла Ібаракі і племінник Лева Карасумару         |
| Антоніо з Наґасакі 長崎のアントニオ                    | японець     | 13  | Кіото                | батько китаєць, мати японка                           |
| Педро Баутіста ペドロ・バプチスタ                      | іспанець    | 48  | Кіото                | священик Ордену Францисканців                         |
| Мартіно де ла Асенсьйон マルチノ・デ・ラ・アセンシオン | іспанець    | 30  | Осака                | священик Ордену Францисканців                         |
| Феліппе де Песас フェリペ・デ・ヘスス                  | мексиканець | 24  | Кіото                | монах Ордену Францисканців                            |
| Гонзало Гарсіа ゴンザロ・ガルシア                      | португалець | 40  | Кіото                | монах Ордену Францисканців                            |
| Франциско Бланко フランシスコ・ブランコ                | іспанець    | 28  | Кіото                | священик Ордену Францисканців                         |
| Франциско де сан Міґель フランシスコ・デ・サン・ミゲル | іспанець    | 53  | Кіото                | монах Ордену Францисканців                            |
| Матіас з Кіото マチアス                                | японець     |     | Кіото                | початково не входив до списку арештованих             |
| Лев Карасумару レオ烏丸                                | японець     | 48  | Кіото                | молодший брат Павла Ібаракі і дядько Людовіка Ібаракі |
| Бонавентура з Кіото ボナベントゥラ                     | японець     |     | Кіото                |                                                       |
| Томас Кодзакі トマス小崎                               | японець     | 14  | Кіото                | син Міґеля Кодзакі                                    |
| Іоахім Сакакібара ヨアキム榊原                         | японець     | 40  | Осака                |                                                       |
| Франциско лікар 医者のフランシスコ                     | японець     | 46  | Кіото                |                                                       |
| Томас проповідник トマス談義者                         | японець     | 36  | Кіото                |                                                       |
| Іоанн, торговець шовком 絹屋のヨハネ                   | японець     | 28  | Кіото                |                                                       |
| Ґабріель з Кіото ガブリエル                            | японець     | 19  | Кіото                |                                                       |
| Павло Судзукі パウロ鈴木                               | японець     | 49  | Кіото                | член ордену Францісканців                             |